# Bravo (Tiziano)
Il Bravo è un dipinto a olio su tela (75x67 cm) di Tiziano, databile al 1520 circa e conservato nel Kunsthistorisches Museum di Vienna.

## Storia
Il Ridolfi nel 1648 citò un Caio Luscio che aggredisce Clelio Plodio a proposito di Giorgione, opera forse da identificare nel Bravo di Vienna. Fino al 1636 fu nelle collezioni di Bartolomeo della Nave a Venezia e nel 1659 fu acquistato per l'arciduca Leopoldo Guglielmo. Citato nel Theatrum Pictorium, edito nel 1660 dal pittore David Teniers il Giovane, ma era ancora riferito a Giorgione.
Cavalcaselle fu il primo a dubitare della tradizionale attribuzione, riferendo l'opera a Giovanni Cariani. Wickhoff propose poi Palma il Vecchio, confermato da L. Venturi e Berenson, mentre Justi e Richter ritornarono sul nome di Giorgione, sebbene con qualche riserva. Ancora Adolfo Venturi propose Dosso Dossi e Wilde parlò del "Maestro dell'autoritratto". Bisognò aspettare il 1927 quando Suida e Longhi riferirono infine il dipinto a Tiziano, con una data al 1520 circa.
L'opera fu copiata da van Dyck in uno schizzo, con una diversa disposizione della testa di destra: forse il dipinto originale venne ritoccato nel Settecento.
Una copia rielaborata, attribuita a Pietro Vecchia, è nella Galleria Doria di Roma.

## Descrizione e stile
Da uno sfondo scuro emergono due personaggi maschili. Quello di destra è di spalle e poggia una mano sul collo di quello a sinistra facendolo voltare bruscamente. Nell'altra mano nasconde un pugnale o una spada di cui si vede solo l'impugnatura, facendo pensare a un agguato. Nella zona d'ombra, al di sotto della manica blu dell'aggredito, si vede la sua mano destra che impugna l'arma che ha al fianco.
Il ragazzo attaccato è un giovane dalla fluente capigliatura bionda, con una ghirlanda di foglie di vite in testa e il viso in piena luce, ritratto con intensa individuazione fisiognomica. Il "bravo" invece è ritratto quasi a profil perdu e in una fitta ombra, dalla quale risaltano però la manica  di velluto rosso con i tagli tipici dell'epoca e i riflessi brillanti dell'armatura.
La scena raffigurata può mostrare l'arresto di Bacco (o un suo seguace ) da Penteo, re di Tebe, (o da un suo soldato). La parte sinistra del dipinto è stato tagliata secoli fa. Questo pezzo mancante potrebbe aver mostrato l'uomo biondo in possesso di un tirso. Una radiografia dell'uomo sulla destra mostra la testa di un uomo che indossa una corona.